# Antek (film 1971)
Antek – telewizyjny czarno-biały film fabularny, dramat z roku 1971 w reżyserii Wojciecha Fiwka i jego scenariuszem. Ekranizacja utworu Bolesława Prusa pod tym samym tytułem. Autorem zdjęć filmowych jest Janusz Czecz. Film został wyprodukowany przez Telewizję Polską dla Wytwórni Filmów Oświatowych w Łodzi.

## Fabuła
Głównym bohaterem jest Antek – pochodzący z biednej rodziny utalentowany chłopiec bez szans na zdobycie wykształcenia lub rozwinięcie swojego talentu.

## Obsada
- Michał Pietrzak jako Antek
- Andrzej Michalski jako Antek
- Ryszarda Hanin jako matka Antka
- Wacław Kowalski jako Kum Andrzej
- Aleksander Fogiel jako Kowal
- Ludwik Benoit jako nauczyciel
- Halina Billing-Wohl jako Grzegorzowa
- Zygmunt Zintel jako Sołtys
- Edward Radulski jako gospodarz
- Wiesław Mirewicz jako sąsiad
- Zbigniew Jabłoński jako sąsiad
- Czesław Mogiliński
- Włodzimierz Kwaskowski jako woźnica
- Zygmunt Sowiński
- Elżbieta Jaros jako Rozalka, siostra Antka
- Sławomir Feliga
- Robert Urbański